# Circus (Britney Spears)
Circus je šesti studijski album američke pop pjevačice Britney Spears. Objavljen je u izdanju Jive Recordsa 28. studenog 2008. 
Spears je radila s puno novih producenata na novom albumu kao što su Bloodshy & Avant i Danja. Circus je debitirao na prvom mjestu Billboard 200 ljestvice, popeo se na vrh ljestvice u Kanadi, Švicarskoj i Rusiji i postao 15. najprodavaniji album 2008. godine.
Prvi singl s albuma, "Womanizer", postao je međunarodni hit, popevši se na vrh ljestvica u deset zemalja svijeta, uključujući i Billboard Hot 100 u SAD-u. Drugi singl, "Circus", debitirao je na trećem mjestu u SAD-u i u top 10 u 11 zemalja svijeta. Ostali singlovi s albuma su "If U Seek Amy" i "Radar". Spears je promovirala album s mnogo nastupa, uključujući i njezinu prvu turneju nakon pet godina, The Circus Starring: Britney Spears Tour.

## Popis pjesama
Standardna verzija
| Br. | Skladba            | Tekstopisac | Trajanje |
| --- | ------------------ | --- | -------- |
| 1.  | »Womanizer«        | Nikesha Briscoe, Rafael Akinyemi                                                                                     | 3:43     |
| 2.  | »Circus«           | Lukasz Gottwald, Claude Kelly, Benjamin Levin                                                                        | 3:12     |
| 3.  | »Out from Under«   | Shelly Peiken, Arnthor Birgisson, Wayne Hector                                                                       | 3:54     |
| 4.  | »Kill the Lights«  | Nathaniel Hills, James Washington, Luke Boyd, Marcella Araica                                                        | 3:59     |
| 5.  | »Shattered Glass«  | Gottwald, Kelly, Levin                                                                                               | 2:53     |
| 6.  | »If U Seek Amy«    | Max Martin, Shellback, Savan Kotecha, Alexander Kronlund                                                             | 3:37     |
| 7.  | »Unusual You«      | Christian Karlsson, Pontus Winnberg, Henrik Jonback, Kasia Livingston, L.A. Zaldaña                                  | 4:23     |
| 8.  | »Blur«             | Hills, Stacy Barthe, Araica                                                                                          | 3:09     |
| 9.  | »Mmm Papi«         | Britney Spears, Henry Walter, Adrien Gough, Peter-John Kerr, Nicole Morier                                           | 3:22     |
| 10. | »Mannequin«        | Spears, Harvey Mason, Jr., Rob Knox, James Fauntleroy II                                                             | 4:06     |
| 11. | »Lace and Leather« | Gottwald, Levin, Frankie Storm, Ronnie Jackson                                                                       | 2:48     |
| 12. | »My Baby«          | Spears, Sigsworth | 3:20     |
| 13. | »Radar«            | Christian Karlsson, Winnberg, Jonback, Balewa Muhammad, Candice Nelson, Ezekiel "Zeke" Lewis & Patrick "J.Que" Smith | 3:49     |

Pjesme s deluxe verzije
| Br. | Skladba       | Tekstopisac                                                               | Trajanje |
| --- | ------------- | ------------------------------------------------------------------------- | -------- |
| 14. | »Rock Me In«  | Spears, Greg Kurstin, Morier                                              | 3:17     |
| 15. | »Phonography« | Karlsson, Winnberg, Jonback, Muhammad, Nelson, Lewis, Smith, L.A. Zaldaña | 3:35     |
| 16. | »Amnesia«     | Fernando Garibay, Kasia Livingston                                        | 3:56     |

iTunes bonus pjesme
| Br. | Skladba     | Tekstopisac                                                               | Trajanje |
| --- | ----------- | ------------------------------------------------------------------------- | -------- |
| 17. | »Quicksand« | Lady Gaga, Garibay                                                        | 4:05     |
| 18. | »Trouble«   | Karlsson, Winnberg, Jonback, Muhammad, Nelson, Lewis, Smith, L.A. Zaldaña | 3:35     |
| 19. | »Rock Boy«  | Tina Parol, N. Hills, M. Araica                                           | 3:23     |